# Humanité
Pour les articles homonymes, voir Humanité (homonymie).

Plaque de Pioneer, représentant l'humanité et sa planète mère, pour une éventuelle intelligence extraterrestre.

L'humanité peut désigner à la fois : l'ensemble des individus appartenant à l'espèce humaine ; les caractéristiques cognitives, applicatives et comportementales spécifiques à cet ensemble ; des traits de personnalité d'un individu qui, dans une perspective humaniste et altruiste, sont considérées comme des qualités ou des valeurs à promouvoir, telles que la bonté, l'équité et la générosité.
Le concept d'humanité se situe entre les notions de nature humaine qui souligne l'idée que les êtres humains ont en commun certaines caractéristiques essentielles, une nature manifestée par des comportements spécifiques, jugés « humains » (par opposition à ce qui est jugé « inhumain ») et qui les différencie plus ou moins des autres espèces animales, et de condition humaine qui souligne l'idée d'une « communauté de destin » face aux « événements majeurs et situations qui composent l'essentiel de l'existence humaine, tels que la naissance, la croissance, l'aptitude à ressentir des émotions ou à former des aspirations, le conflit, la mortalité ».
Deux réflexions en découlent. D'une part, ce qu'est le « propre de l'homme » : quelles sont les particularités de la physiologie et du comportement humain que l'on ne retrouve pas dans le reste du règne du vivant ? D'autre part, la question de l'unité de l'homme : dans quelle mesure ces particularités sont véritablement partagées par tous les membres de l'espèce humaine ? Cette deuxième considération se heurte à l'ethnocentrisme, qui essentialise des caractéristiques (par exemple, la couleur de la peau) ou des comportements propres à un groupe humain ou à une tradition culturelle et qui, par conséquent, peut refuser le statut d'humain à des individus d'un autre groupe, d'une autre ethnie.
Historiquement, ces questions furent d'abord abordées sous les angles de la philosophie (notamment dans l'Antiquité) et de la religion (notamment durant le Moyen Âge). Une illustration de ces débats fut la controverse de Valladolid qui, en 1550, posa la question du statut des Amérindiens. Par la suite, notamment à partir du XVIIIe siècle, ces questions furent reprises dans une perspective de plus en plus scientifique croisant les approches de la zoologie, de l'éthologie, de l'anthropologie, de la génétique et de la paléoanthropologie. Bien que reposant sur une démarche scientifique, ces études ont pu et peuvent être critiquées dans la mesure où elles restent influencées, voire biaisées, par les idéologies politiques, religieuses, philosophiques des sociétés passées ou présentes. De nos jours, les différentes conceptions de l'humanité ont des implications morales, éthiques, scientifiques, juridiques et environnementales qui s'expriment, par exemple, dans les débats sur les castes et les ségrégations traditionnelles, les statuts serviles et ceux des personnes handicapées, l'égalité des sexes ou des orientations sexuelles, la personnalité juridique de l'embryon humain, les différents types de familles ou le statut des grands singes.

## Quelques définitions
Le terme humanité a plusieurs sens.
1. Dans un premier sens, parfois écrit avec une majuscule[2], il désigne l'ensemble des êtres humains : elle a une dimension principalement biologique et descriptive en rapport avec l'évolution des espèces. C'est un synonyme de Homo sapiens.
2. Dans un deuxième sens, évaluatif, il insiste sur l'unité constitutive du groupe humain et prend une dimension morale à prétention normative sur les visions tendant à créer une distinction entre ses membres. La source de cette unité constitutive est problématique : le patrimoine génétique, le partage d'une rationalité idéologique, d'un rapport à l'existence, ou encore la reconnaissance mutuelle : dans cette acception, l'humanité dispose d'une force expressive qui dépasse le débat du fondement conceptuel. Cette définition est celle qui donne sens au crime contre l'humanité et trouve un écho dans les questions de discriminations.
3. Enfin, dans un troisième sens, également évaluatif, il désigne une prescription proprement comportementale, pour certains relevant d'un modèle existant mais qui, pour d'autres, représente une idée vers laquelle tend notre espèce. Cette définition exprime son sens lorsque les actes réalisés par les genres sont relevés comme manquant d'humanité, ou encore qualifiés d'« inhumains ». C'est dans cette unique acception que prennent également sens les jugements populaires selon lesquels certains animaux ont plus d'humanité que certains humains.

## Le propre de l'être humain

### L'humain et l'animal
« Le rire est le propre de l'homme » écrit Rabelais reprenant Aristote, lequel dit aussi que l'homme est un animal social et raisonnable.

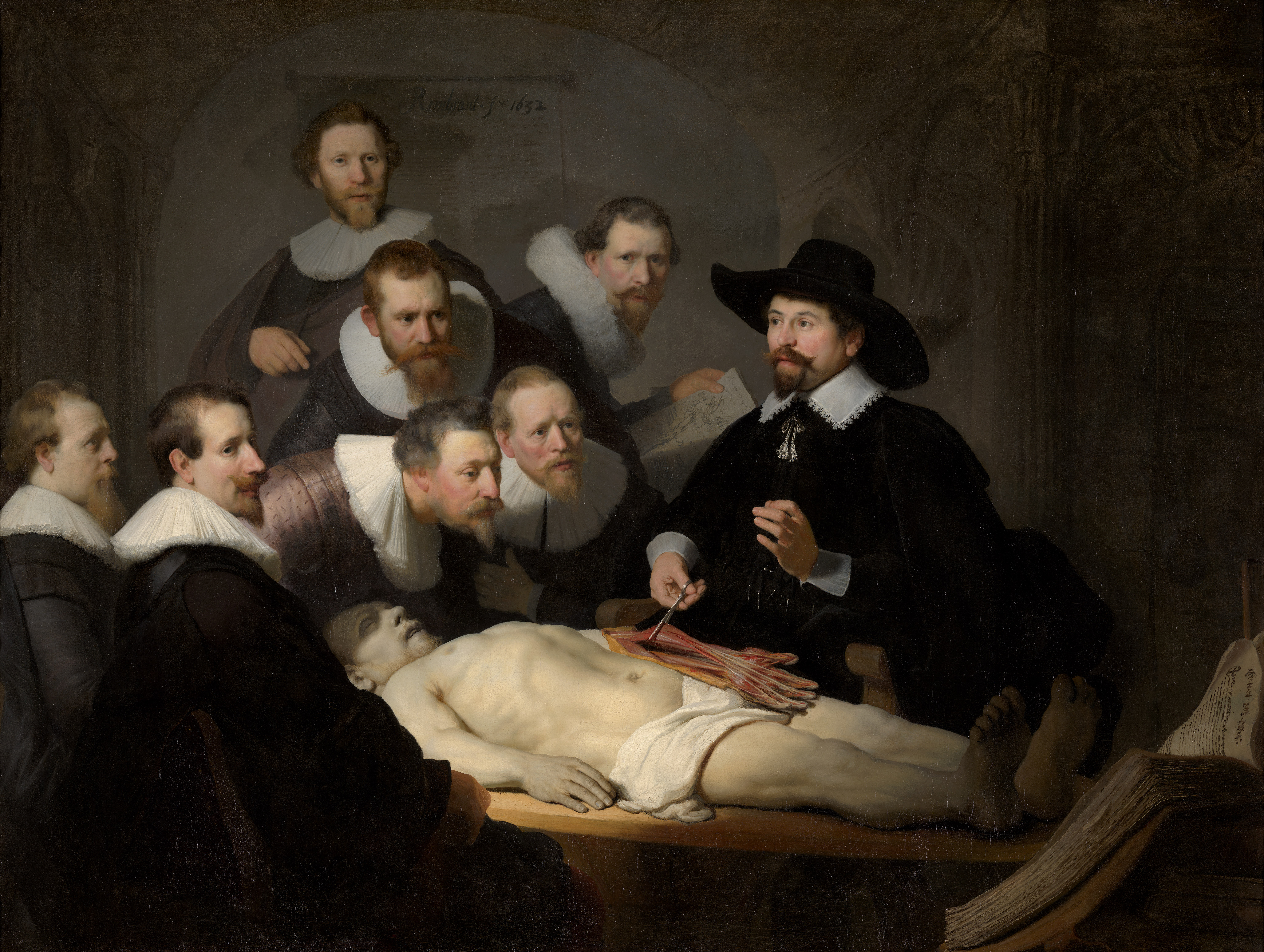
Rembrandt, La Leçon d'anatomie du professeur Tulp ou la diversité des émotions de l'homme.

Dans son dernier ouvrage, L'Animal que donc je suis, le philosophe français Jacques Derrida conçoit la question de l'« animal » comme une réponse à la question du « propre de l'« Homme » », et met en doute la capacité à ce dernier d'être en droit de se faire valoir toujours aux dépens de l'« animal », alors qu'il semble bien que ce réflexe conceptuel soit, par essence, un préjugé, et non le fruit d'un raisonnement philosophique garant de ce droit :

« Il ne s'agit pas seulement de demander si on a le droit de refuser tel ou tel pouvoir à l'animal (parole, raison, expérience de la mort, deuil, culture, institution, technique, vêtement, mensonge, feinte de la feinte, effacement de la trace, don, rire, pleur, respect, etc. – la liste est nécessairement indéfinie, et la plus puissante tradition philosophique dans laquelle nous vivons a refusé tout cela à l'« animal »), il s'agit aussi de se demander si ce qui s'appelle l'Homme a le droit d'attribuer en toute rigueur à l'Homme, de s'attribuer, donc, ce qu'il refuse à l'animal, et s'il en a jamais le concept pur, rigoureux, indivisible, en tant que tel. »

— Jacques Derrida, L'animal que donc je suis, p. 185.
Ainsi, depuis l'Antiquité, mais surtout pendant le Moyen Âge chrétien, des humains (essentiellement en Europe, des philosophes ou théologiens) se sont interrogés sur le « propre de l'homme », se demandant en quoi ils se distinguaient essentiellement des autres animaux.
Pour le catholicisme (mais pas le catharisme, du fait de la réincarnation), dans lequel l'homme, sommet de la Création, a été fait à l'image de Dieu, cette distinction vis-à-vis des animaux est nette et se caractérise par l'« âme », vue comme « l'esprit employant le Verbe » des Évangiles, et non « âme » vue comme le principe vital de toutes les créatures (le terme âme vient d'ailleurs de « souffle »), comme dans les religions animistes. L’âme spirituelle est perçue comme le principe de vie du corps humain tout entier[réf. à confirmer].
Ainsi, l'encyclique Laudato'si souligne que chaque « créature » (terme qui suppose un Créateur) a une fonction et qu'aucune est superflue, celles-ci vivant dans une inter-dépendance, aucune ne se suffisant à elle-même. En conséquence, la disparition d'une espèce animale est grave, elles doivent à ce titre être protégées. D'autant plus que la misère qui porte à maltraiter un animal se manifeste dans la relation aux autres. Cette encyclique fustige aussi l'anthropocentrisme moderne qui conduit l'homme à ne plus considérer la nature comme une norme valable mais comme un espace ou une matière pour une œuvre où l'on jette tout, peu importe ce qu'il en résultera.
Les religions « animistes » (africaines, asiatiques, amérindiennes…), chinoises (confucianisme, taoïsme), indiennes (hindouisme, bouddhisme, jaïnisme) entre-autres, intègrent complètement les animaux et les humains dans l'univers, sans rupture de continuité, tous les êtres étant dotés d'une même âme, d'un même principe vital (d'un même « vouloir-vivre » selon le philosophe Schopenhauer), ce qui est renforcé par la réincarnation (selon la tradition hindoue, après une vie humaine, si celle-ci ne se conclut pas par le moksha, la libération du cycle des réincarnations, cette vie humaine se réincarnera des millions de fois sous d'autres naissances non humaines (minérale, végétale, animale), avant de pouvoir reprendre à nouveau naissance sous une forme humaine).
Dans l'hindouisme, le jaïnisme et de manière générale dans les religions et philosophies indiennes (bouddhisme, ayyavazhi, sikhisme), la séparation entre humanité et animalité n'est pas une séparation de nature mais une différence de degré. Selon l'hindouisme, les animaux possèdent le sourire, le rire, les pleurs, etc., mais ont plus de tamas (« inconscience ») que l'être humain, d'où leur innocence. Cependant, tous les philosophes hindous s’accordent à reconnaître à l’animal les mêmes capacités de perception et de raisonnement par inférence qu’à l’être humain : c’est essentiellement l’inaptitude au rite védique ou à transcender le rite (karma) qui fait de l’animal un être non humain, résultat de ses actes antérieurs (fautes commises dans une vie humaine) : du point de vue hindou, il n'y a donc pas de séparation nette entre humanité et animalité ; d'ailleurs, les « dernières des créatures » ne sont ni les végétaux ni les animaux selon les lois de Manu, mais les hommes cruels, rudes, appelés « démons ».
Si l'on tient compte de la Bible hébraïque originelle, dénuée d'interprétations chrétiennes anthropocentristes (selon lesquelles « Dieu s'est fait homme » pour les seuls hommes appelés à protéger et respecter tout être vivant, œuvre de Dieu), interprétations influencées par les Pères de l'Église combattant la croyance en la métempsycose (lié au manichéisme, au pythagorisme, à Empédocle, au pharisaïsme), par l'influence du néoplatonisme qui instille une rupture entre l'homme et les autres créatures, et par les rapprochements métaphoriques entre les démons et les bêtes (le serpent du péché originel fut assez tardivement identifié au diable, ce que la Genèse ne faisait pas), on remarquera, alors, que, dans le judaïsme primitif, la domination sur les poissons et les oiseaux par un Adam végétarien et ses successeurs n'est que de l'ordre du concept et non de la pratique,, le titre de souverain des animaux n'étant qu'honorifique, la Genèse n'indiquant nulle part qu'ils ont besoin d'être dirigés ou qu'ils doivent l'être pour accomplir leur destinées, eux qui d'ailleurs louent à leur manière Dieu (Psaumes, CXLVIII:10).
Selon certains penseurs, de même que le judaïsme, mais à la différence du catholicisme, l'islam met pratiquement sur le même plan l'animalité et l'humanité :

« De nombreux hadîths, propos attribués au Prophète, insistent sur la douceur et la mansuétude que l'on doit observer à l'égard des animaux : l'homme qui donne à boire à un chien assoiffé, un animal impur pourtant, est assuré de la grâce divine. (...) Selon certains exégètes du verset VI, 38, il se pourrait en effet que les animaux puissent connaître eux aussi une forme de révélation qui leur soit propre, avec la promesse de la Résurrection et du Jugement. (...) L'absence d'incarnation en islam (Dieu ne s'est pas fait homme, Dieu est radicalement autre), rapproche l'homme de l'animal, rassemblés dans une condition commune. »

— Catherine Mayeur-Jaouen, L'Animal dans l'islam.
Selon d'autres, il existe bien une différence, ce qui n'exclut pas la douceur vis-à-vis des animaux:

« Au final, le point essentiel de la différence entre humains et animaux réside plutôt en ceci selon Ibn‘Arabî : les hommes, nous l’avons vu à plusieurs reprises, sont appelés à se transformer. [...] La finalité ultime de cette transformation culmine dans la forme de l’Homme Parfait. »

— Pierre Lory, Mystique musulmane. Conférences de l’année 2011-2012
Comme les autres religions monothéistes, la foi bahá'íe considère que l'homme, même s'il partage avec l'animal la caractéristique de posséder un corps, s'en distingue par une intelligence supérieure et sa capacité à reconnaître Dieu:

« Le  minéral  ne  peut  imaginer  le  pouvoir  de croissance  de  la  plante.  L'arbre  ne  peut  comprendre  la faculté de locomotion de l'animal ni ce que peut signifier voir, entendre ou sentir. Tout  ceci  fait  partie  de  la  création  physique.  L'homme  en  fait  également  partie,  mais  il  est impossible à n'importe lequel des règnes inférieurs de comprendre ce qui se passe dans l'esprit d'un être  humain.  L'animal  ne  peut  se  faire  une  idée  de  l'intelligence  de  l'homme;  il  ne  connaît  que  ce que  perçoivent  ses  sens  et  ne  peut  rien  se  figurer  d'abstrait. »

— Abdu'l-Bahá, Causeries d'Adbu'l-Bahá à Paris
Dans le monde chinois, selon les perspectives du taoïsme et du confucianisme, il n'y a pas de séparation nette entre humanité et animalité, pas de séparation de nature, mais différence de degré, animaux et humains étant en réalité interdépendants ; ainsi les ouvrages confucianiste de l'antiquité déclarent :

« Qu'il n'y a pas de différence entre l'homme ordinaire et l'animal, que tous sont des enfants de la Nature, et cela implique une sorte de fraternité. Mais les mêmes textes précisent aussi que seul l'homme éclairé se distingue de la bête. »

— Danielle Elisseeff
Le confucianisme, que le communisme remplaça de 1949 à 1991 dans la société chinoise continentale, met aussi en cause une certaine perception chinoise du sens de la vie pour toute créature, et considère comme une « erreur » le fait de donner une définition d'un « propre de l'Homme » pour l'humanité :

« Dans les faits, la position confucéenne encourage l'établissement d'une sorte de correspondance entre la manière dont une civilisation considère les animaux, et celle dont ses élites traitent les hommes réputés ordinaires, ceux qui n'ont ni la primauté du savoir, ni la primauté du pouvoir. C'est pourquoi, et quoi qu'en disent certains observateurs de la société chinoise qui tendent à considérer les rapports homme-animal comme un « non-sujet », rien n'est, en fait, plus révélateur de ce qui peut arriver à l'homme simple dont l'État aura besoin demain, comme en prince en appétit réclame un ragoût. Si l'animal en Chine est un « non-sujet », c'est peut-être que le même danger menace le citoyen ordinaire. »

— Danielle Elisseeff
Ce que les traditions religieuses appellent « capacité à reconnaître Dieu » (expression qui suppose que Dieu préexiste) est considéré, dans une perspective agnostique ou athée, comme une caractéristique propre à l'humanité : celle de concevoir des divinités et d'élaborer des mythologies pour s'expliquer le sens du monde; dans cette perspective, c'est donc l'humain qui préexiste et il n'y a de divinités que là où il y a des humains.
En traçant une continuité phylogénétique de l'animal à l'humain et en relativisant la notion de divinité, ce nouveau paradigme a mis à mal les convictions millénaires sur l'unicité et la supériorité des êtres humains, obligeant l'ancestral anthropocentrisme narcissique à s'adapter et à prendre une autre forme idéologique : de « sommet de la création », l'être humain est devenu « sommet de l'évolution ». Cela s'est notamment traduit dans la terminologie utilisée dans classifications cladistiques : le terme primates désigne étymologiquement « les premiers » et notre taxon autrefois désigné sous le nom d'Archonta signifiait « les chefs ».

### Critique du «propre de l'homme» par Claude Lévi-Strauss
Cette séparation radicale entre humanité et animalité a été vigoureusement critiquée (correspondant de manière plus large à celle du « posthumanisme », qui a connu un développement certain avec les sciences sociales qui puisent leur source dans la pensée rousseauiste) par Claude Lévi-Strauss :

« C'est maintenant (…) qu'exposant les tares d'un humanisme décidément incapable de fonder chez l'homme l'exercice de la vertu, la pensée de Rousseau peut nous aider à rejeter l'illusion dont nous sommes, hélas ! en mesure d'observer en nous-mêmes et sur nous-mêmes les funestes effets. Car n'est-ce-pas le mythe de la dignité exclusive de la nature humaine qui a fait essuyer à la nature elle-même une première mutilation, dont devrait inévitablement s'ensuivre d'autres mutilations ? On a commencé par couper l'homme de la nature, et par le constituer en règne souverain ; on a cru ainsi effacer son caractère le plus irrécusable, à savoir qu'il est d'abord un être vivant. Et en restant aveugle à cette propriété commune, on a donné champ libre à tous les abus. Jamais mieux qu'au terme des quatre derniers siècles de son histoire l'homme occidental ne put-il comprendre qu'en s'arrogeant le droit de séparer radicalement l'humanité de l'animalité, en accordant à l'une tout ce qu'il refusait à l'autre, il ouvrait un cercle maudit, et que la même frontière, constamment reculée, servirait à écarter des hommes d'autres hommes, et à revendiquer au profit de minorités toujours plus restreintes le privilège d'un humanisme corrompu aussitôt né pour avoir emprunté à l'amour-propre son principe et sa notion. »

— Claude Lévi-Strauss, Anthropologie structurale, 1973.

### Le «propre de l'homme» dans les sciences contemporaines
D'un point de vue biologique, l'espèce humaine est en continuité évolutive avec les autres espèces animales et notamment les grands singes. Ainsi, pour le philosophe Jean-Marie Schaeffer, « L'“Homme” n'est pas une “nature” ou une “essence”. Il est la cristallisation généalogique provisoire et instable d’une forme de vie en évolution (...) »,. Mais bien avant la découverte des autres primates et la classification d'Homo sapiens au sein de cet ordre, philosophes et scientifiques se sont penchés sur le statut de notre espèce par comparaison avec les autres animaux et sur ce qui faisait le « propre de l'homme ». Parmi les aspects qui ont été mis en avant par les philosophes et les scientifiques, parfois à tort, comme caractéristiques de la spécificité humaine, on peut recenser :

#### Spécificités de labiologiehumaine
- L'encéphalisation et le grand développement du cerveau[24] ;
- la néoténie, c'est-à-dire la conservation tout au long de la vie de caractères juvéniles (innovants, immatures ou puérils selon que la sélection naturelle les favorise, les tolère ou les élimine)[25],[26] ;
- la capacité à être omnivore (régime alimentaire allant du végétalisme, végétarisme, à la zoophagie, cannibalisme)[27] ;
- la bipédie, c'est-à-dire la marche habituelle en station verticale[28] ;
- la main avec pouce opposable : longtemps vue comme un attribut spécifique à l'homme, ce qui expliquerait ses capacités de préhension et donc son habileté singulière, cette dernière est en réalité commune à tous les primates. En revanche, parmi ceux-ci, seuls les humains ont perdu le gros orteil opposable du pied, en raison de la bipédie[29].

La majorité, voire toutes ces caractéristiques biologiques, peuvent être retrouvées sous diverses formes chez d'autres espèces animales. Par exemple, certains oiseaux sont capables d'utiliser des outils rudimentaires faits de brindilles pour atteindre une noix et les chimpanzés bonobos sont connus pour pratiquer une sexualité non reproductive homo- et hétérosexuelle qui favorise la cohésion sociale. De nombreux cétacés possèdent un cerveau très volumineux en comparaison de leur taille, et l'homme ne possède pas le plus gros cerveau du genre animal (les baleines bleues ou les éléphants le dépassent). La bipédie est partagée par tous les oiseaux, qui l'ont héritée des dinosaures théropodes bien avant que l'homme n'existe, et elle est en partie pratiquée par les bonobos. Ces caractéristiques ne constituent donc pas des critères de distinction absolus, d'autant que certaines caractéristiques comme le vol (sans technologie), la respiration sous l'eau sont les caractéristiques de nombreuses autres espèces distinctes, toutes aussi particulières. D'une manière générale, ce qui caractérise une espèce animale n'est pas seulement sa capacité à se reproduire exclusivement avec des membres de son espèce, mais ce sont également ses distinctions d'avec d'autres espèces partageant des caractères phénotypiques communs. L'Homme n'est donc en rien biologiquement plus particulier qu'une autre espèce n'est particulière.

#### Psychologie, éthologie, sciences cognitives et anthropologie
- Le langage articulé et l'écriture.
- La capacité à l'abstraction et à manipuler des représentations abstraites
- La technologie créée par et pour l'homme, et en particulier la fabrication d'outils spécifiques, plus ou moins complexes et réutilisables, dont la conception se transmet entre individus et entre générations, et dont certains servent à fabriquer d'autres outils. Si certaines espèces animales sont réputées utiliser des "outils" rudimentaires, ceux-ci ne font l'objet d'aucune conception préalable (ie mobilisant des concepts comme la forme reproductible d'un silex ou les propriétés reproductibles d'un objet et une connaissance de relations fonctionnelles comme l'effet résultant du frottement entre deux objets ou de la percussion d'un objet contre un autre) et résultent le plus souvent d'un usage opportuniste (on parle de proto-outil, l'objet étant préexistant dans l'environnement dans sa forme finale), et en ce sens ne constituent pas un système technique[31].
- La confection de vêtements.
- La maîtrise du feu et la cuisine
- L'agriculture et l'élevage. La spécificité humaine de ces pratiques est parfois remise en cause par des formes analogues de comportement chez certains insectes (fourmis, termites, scolytes) développant des relations de collaboration symbiotique ou mutualiste avec des champignons ou d'autres insectes (pucerons)[32]. Même si sur le plan strictement fonctionnel ces collaborations s'apparentent aux activités humaines d'agriculture et d'élevage, leur assimilation est abusive et le terme scientifique approprié pour désigner ces collaborations est la trophobiose.
- L'enseignement et la culture
- L'art et le plaisir esthétique
- La création d'institutions : la science, la philosophie,
- La spiritualité, les religions et les croyances
- La morale, l'éthique, les tabous et les interdits sexuels
- La torture et le plaisir sadique
- Le questionnement métaphysique, le besoin de trouver un sens à l'existence
- La conscience de soi. Si un consensus scientifique est établi pour argumenter positivement l'existence d'une conscience animale[33], celle de la conscience de soi chez les animaux n'est pas établie. En effet, le test du miroir met en évidence l'existence d'une reconnaissance ou perception de soi chez certains animaux (chimpanzé, orang-outang, bonobo, grand dauphin, éléphant d'Asie, pie bavarde, labre nettoyeur), mais cela n'implique pas une conscience de soi du point de vue réflexif, au sens du retour de la cognition sur elle-même. En particulier l'interprétation de ce test est incertaine et celui-ci pourrait ne mesurer qu'une capacité d'apprentissage perceptuel - et non conceptuel - de l'animal, à travers la conjonction d'une simple perception des mouvements de son propre corps, de la capacité de faire correspondre ces mouvements avec une image, et de la capacité à comprendre la réciprocité d’un miroir.[34] Cependant d'autres études tendent à montrer que certaines espèces de primates, de volailles et de corvidés sont capables de développer des compétences méta-cognitives, c'est-à-dire le fait de distinguer fonctionnellement leur propre degré de connaissance, de prévision ou d'ignorance d'un état de leur environnement (la présence d'un aliment caché par exemple), ce qui prouve au moins la conscience non pas de soi, mais de son propre état cognitif[33].
- La conscience de sa propre mort et de celle de ses congénères, se manifestant sur le plan social par les rites funéraires. Contrairement à une idée reçue véhiculée par certaines croyances comme celle en l'existence de cimetières d'éléphants ou par certaines expressions romanesques comme Les oiseaux se cachent pour mourir, qui relèvent de l'interprétation anthropomorphique, il n'existe aucune observation avérée d'attitude animale spécifique face à la mort de congénères[35].
- La séparation consciente du plaisir sexuel et de la fonction reproductive, se manifestant par des pratiques sexuelles diverses (masturbation, caresses etc.) ainsi que par les pratiques anticonceptionnelles (retrait, contraception masculine et féminine). C'est l'aspect conscient - c'est-à-dire impliquant une connaissance claire du lien de cause à effet entre le coït et la conception - de cette séparation qui distingue ici les pratiques humaines de celles de certains grands primates comme les singes bonobo.
- Le rire en tant que réaction communicative à une situation perçue à la fois comme inattendue et inoffensive - dans l'ordre des choses, des évènements ou des symboles - dans un cadre social (sans rapport avec par exemple les cris de la hyène ou de la mouette qui sont de purs signaux d'alerte, appelés « rire » par anthropomorphisme). Au-delà de l'aphorisme de Rabelais selon lequel le rire est le propre de l'Homme[36], le philosophe Henri Bergson en donne l'interprétation suivante :

« Il n'y a pas de comique en dehors de ce qui est humain. Un paysage pourra être beau, gracieux, sublime, insignifiant ou laid ; il ne sera jamais risible. On rira d'un animal, mais parce qu'on aura surpris chez lui une attitude d'homme ou une expression humaine. On rira d'un chapeau mais ce qu'on raille alors, ce n'est pas le morceau de feutre ou de paille, c'est la forme que les hommes lui ont donnée, c'est le caprice humain dont il a pris le moule. Comment un fait aussi important, dans sa simplicité, n'a-t-il pas fixé davantage l'attention des philosophes ? Plusieurs ont défini l'homme un animal qui sait rire. Ils auraient aussi bien pu le définir “un animal qui fait rire”, car si quelque animal y parvient, ou quelque objet inanimé, c’est par une ressemblance avec l'homme, par la marque que l'homme y imprime ou par l'usage que l'homme en fait. »

### La culture

#### Spécificités propres à la culture humaine
En science, deux grands domaines tentent d'apporter des réponses à cette question: les sciences de la nature et les sciences sociales. Les sciences de la nature, incluant la biologie, usent de méthodes scientifiques et des théories de l'évolution des espèces, tandis que les sciences sociales s'orientent vers le paradigme de l'évolution culturelle humaine, proposé par l'histoire et la paléoanthropologie.

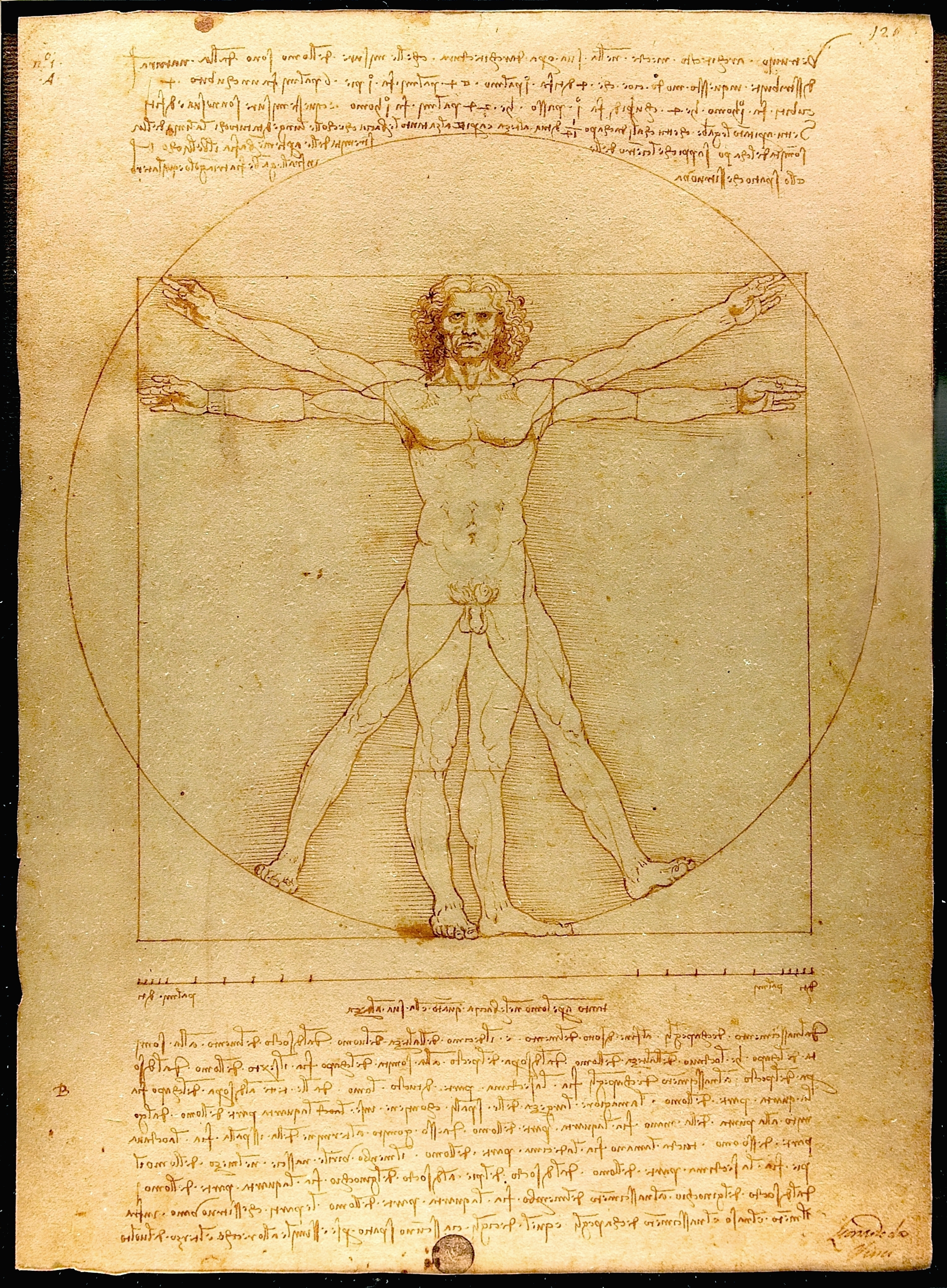
L'Homme de Vitruve, Léonard de Vinci corrige l’enseignement antique des proportions de Vitruve.

L'aspect le plus frappant et évident nous distinguant du reste du règne animal est sans aucun doute la place que prennent les représentations culturelles dans l'organisation sociale de la vie de notre espèce en général, et ce, depuis des milliers d'années, comme l'attestent les manifestations d'art préhistorique.
Cependant, la conscience humaine et la connaissance humaine ne retrouvent pas leurs équivalents dans le reste du règne animal. La place de la culture dans le développement de notre espèce n'a pas le même sens dans notre vie que peut avoir la culture dans le reste des groupements sociaux animaux, si faible soit-elle pour cette dernière, qui plus est n'est pas présente au sein de toutes espèces animales. Par exemple :
- la foi et la pratique d'une religion ou d'une philosophie de vie ;
- l'importance accordée aux innovations humaines dans le domaine technologique ;
- l'expression artistique telle que les œuvres littéraires ou architecturales ;
- la connaissance humaine et les savoirs rendus sous formes écrite, verbale, numérique, etc.;
- l'activité philosophique et les idéaux visés ;
- l'activité humaine et la pollution de l'environnement ;
- l'humanité et la prétention de pouvoir agir sur le reste du monde ;
- la recherche sur sa propre existence et d'un sens à la vie.

Il est probable que la culture et les sociétés se retrouvent chez plusieurs espèces animales, mais il n'y a que l'espèce humaine qui a fondé des institutions sociales telles que l'école, les banques, ou le mariage, sur la base de ses croyances et de ses connaissances.

#### Rôle de la culture chez notre espèce sociale

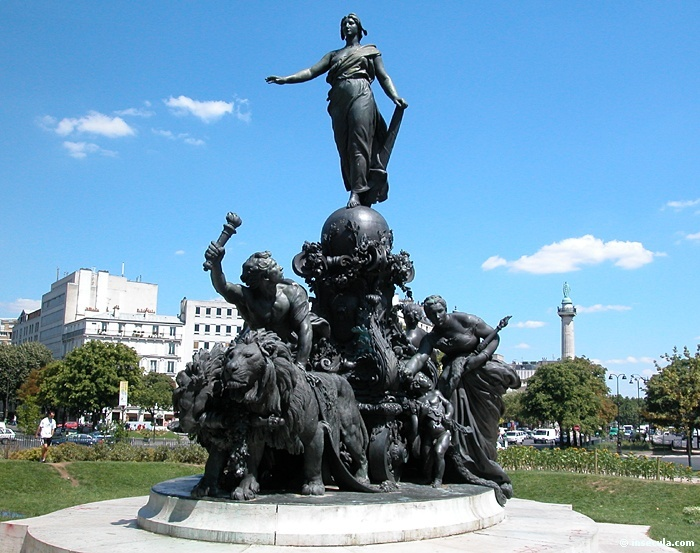
Le Triomphe de la République par Jules Dalou, place de la Nation, Paris.

Le fait que l'être humain ne puisse que difficielement survivre seul et qu'il ait besoin de l'aide des autres en fait un « être doué de sociabilité, de communauté ». Les communautés humaines sont en général tissées d'un réseau complexe de relations sociales, de rites, d'usages, de croyances, de coutumes, de traditions, de normes sociales et de lois. Ce fait a été très tôt remarqué par les penseurs, en Orient comme en Occident : Aristote a défini l'humain comme un « animal social » ; Confucius déclare que, personne ne pouvant vivre avec les bêtes sauvages et les oiseaux, chacun se doit de participer à la société. La plupart des grandes créations humaines sont le produit d'une généalogie complexe d'influences culturelles et des efforts conjugués d'un groupe ou d'un peuple. Des pyramides aux haïku, des didgeridoo aux navettes spatiales, c'est à l'aspect social des humains que l'on peut relier la créativité et l'inventivité qui marque nos cultures.

Le rôle de la culture chez l'espèce humaine dépasse grandement celui qu'elle joue chez les autres espèces. Bien que l'on puisse douter de la culture présente chez les autres espèces animales, deux définitions de la notion de culture cohabitent aujourd'hui en science. Dans sa définition faible, la culture englobe tous les comportements culturels du règne animal : 
«  Ensemble de signes et de conduites constituant des distinctions dans le comportement de deux communautés appartenant à une même espèce. Pour faire culture, ces signes et conduites doivent être partagés par les membres du groupe, être transmis socialement et individuellement, manifester des variations dans le temps et dans l'espace telles que ces variations appartiennent toutes finalement à un même ensemble »
 
Cependant, dans sa définition forte, la culture moderne n'admet que la culture humaine: 
«  Ensemble des principes, des représentations et des valeurs partagées par les membres d'une même société (ou de plusieurs sociétés) et qui organisent leur façon d'agir sur eux-mêmes, c'est-à-dire d'organiser leurs rapports sociaux, la société. Par valeurs on désigne les normes, positives ou négatives, qui s'attachent dans une société à des manières d'agir, de vivre, ou de penser ; les unes étant proscrites, les autres prescrites »

### Adaptabilité de l'être humain
Si l'on considère son aire de distribution, la diversité des climats et des habitats qu'il peuple, l'être humain, grâce à son dynamisme et à sa capacité d'utiliser la matière s'adapte aux écosystèmes en les transformant. C'est l'une des espèces vivantes les plus polyvalentes pour modifier son environnement et apprivoiser les changements engendrés. Contrairement à de nombreuses autres espèces chez qui les capacités d'adaptation sont dues à la morphologie, le degré d'adaptabilité tient d'abord à sa flexibilité comportementale due en particulier à son cerveau développé.
La plupart des espèces existantes (de la fourmi, au singe en passant par les reptiles ou les bactéries) ont une capacité d'adaptation en relation avec leurs biomes. L'être humain, comme les animaux domestiques par exemple, ne dispose pas d'attributs morphologiques lui permettant de se défendre contre les prédateurs (cornes, crocs, griffes...) ou de survivre dans des conditions climatiques difficiles (pas de fourrure). Cela ne l'a cependant pas empêché d'occuper la plupart des milieux terrestres, d'une part en sachant exploiter les ressources, en ignorant les conséquences de ses actes, mais aussi en transformant le biome[réf. nécessaire].
Même si la plupart des espèces transforment leur environnement (en construisant des nids, par exemple) et parfois de manière assez imposante comme les barrages construits par les castors, l'espèce humaine peut produire des transformations beaucoup plus radicales dans une évaluation des modifications écologiques de l'habitat. Les pertes de la biodiversité planétaire liées aux activités humaines en sont un exemple d'actualité. Grâce à leurs capacités cognitives et grâce aux connaissances technologiques acquises dans leur réseau social, les êtres humains sont capables de détruire leur environnement. Cette orientation de l'évolution culturelle de l'espèce permet de détruire et de s'adapter de façon particulièrement rapide par rapport aux autres espèces animales, pour lesquelles les capacités d'adaptation sont principalement déterminées par les lois de l'évolution biologique.
L'évolution biologique d'une espèce, qui n'est ni de l'adaptation ni de l'évolution culturelle, est le fruit de mutation par la reproduction. Les espèces avec un cycle reproducteur fréquent, les virus par exemple, évoluent rapidement, si l'on compare les temps de gestation avec les humains. La capacité de réagir de l'espèce humaine à un changement environnemental est parfois rapide. Ce n'est toutefois pas une capacité d'adaptation physiologique ou organique qui est sollicitée mais plutôt une adaptation comportementale ou technique, issue d'habitudes développées culturellement, inventées ou imitées.
L'évolution technique et culturelle a entraîné l'expansion de la population humaine, la modification de l'environnement terrestre et la civilisation des sociétés humaines au cours des dernières centaines de milliers d'années. Certains chercheurs soutiennent que l'évolution génétique a précédé l'évolution culturelle humaine. Par conséquent, la culture cognitive plus que la nature humaine a déterminé les transformations de l'environnement biophysique et sociale de l'espèce humaine, ce qui a engendré une perte d'habitat et de biodiversité. À ce sujet, le paléoanthropologue Yves Coppens soutient que « Le développement technique et culturel dépasse le développement biologique ».

### Place du langage articulé
Même si plusieurs espèces ont des moyens de communication, rien de comparable aux élaborations humaines et à la place que prend le langage articulé n'a été observé jusqu'à présent. Les grammaires complexes ou les concepts abstraits que chaque humain utilise tous les jours ne se retrouvent nullement à l'état naturel chez les autres espèces[réf. nécessaire]. Il est actuellement avancé en zoologie que les épaulards ont des accents linguistiques et des langues selon leur appartenance culturelle. Selon le linguiste Noam Chomsky, un trait des humains serait l'instinct du langage, un mécanisme inné du cerveau capable d'acquérir un langage par l'observation de notre entourage.
On peut émettre l'hypothèse selon laquelle il existe des traits découlant d'un processus mental moins accessible, et peut-être propre à l'être humain : l'aptitude à créer des idéaux et à y aspirer. Les êtres humains peuvent penser dans l'abstraction, manipuler des concepts, des idées. Ils peuvent se remettre en question, utiliser des raisonnements logiques, élaborer des règles morales, planifier consciemment des actions à long terme, tout cela dans une dimension qu'on ne connaît chez aucune autre espèce animale, même si certaines ont montré des facultés dans ces domaines. Homo sapiens signifie d'ailleurs « homme sage », « homme qui pense ».
Il existe peu d'éléments pour appréhender les capacités cognitives des autres espèces du genre Homo, comme Homo erectus, ou Homo neanderthalensis maintenant éteintes. Leurs aptitudes au langage font encore l'objet de débats passionnés, même si Homo neanderthalensis présentait les caractéristiques anatomiques indispensables à la parole. Il fabriquait également des outils comparables à ceux des premiers Homo sapiens, et la supériorité de celui-ci sur son contemporain paléolithique Néandertal n'a rien de certain. L'Homme de Néandertal avait notamment un cerveau plus volumineux.

### Apprentissage et socialisation:les enfants sauvages
Si la génétique n'est pas suffisante et que le rôle du langage et de la culture sont des aspects essentiels de la nature humaine, l'humanité rentre dans le champ des débats sur l'inné et l'acquis, « nature et culture ». Ces questions se sont notamment posées au XIXe siècle avec les études sur l'apprentissage et la socialisation des enfants sauvages et la question : quels apports culturels sont nécessaires aux enfants pour devenir des êtres humains ?

### Approche de l'évolution culturelle enpaléoanthropologie
Cette perspective, développée d'abord par Yves Coppens et Pascal Picq se fonde sur l'étude des premiers hominidés. Elle soutient que l'humanité est apparue après l'avènement de l'Homo sapiens.

Pour les paléoanthropologues et une bonne partie des chercheurs dans le domaine en sciences sociales, l'évolution biologique a précédé l'évolution culturelle, mais cette dernière a surpassé les effets de l'évolution biologique ; c'est-à-dire que, selon ce paradigme, la culture est plus à même d'expliquer les transformations sociales et les différences entre les Hommes que la génétique. Les paléoanthropologues sont en accord avec l'approche biologique, jusqu'à un certain point ; ils conçoivent eux aussi que la culture est effectivement une donnée anthropologique (de l'ordre de la nature). Cependant ils ajoutent une nuance particulière, la place de la culture dans la vie de notre espèce animale :
« Les origines de notre espèce Homo sapiens sont certainement africaines et remontent à plus de 200 000 ans. Mais une révolution considérable arrive, portée par certaines populations d'Homo sapiens : la révolution symbolique, avec l'art qui apparaît sous toutes ses formes — musique, gravure, peinture, sculpture, sans oublier les parures et mobilier funéraire. »

Afin de pouvoir comprendre dans quelle mesure l'Homo sapiens n'a pas été toujours un être humain, les paléoanthropologues ont dû chercher à comprendre ce phénomène particulier. Ils en sont venus à la conclusion provisoire mais actuelle que l'humanité est en fait notre invention : 
«  C'est une construction de notre psychisme qui s'appuie nécessairement sur un substrat cognitif dont les origines remontent au-delà du dernier ancêtre commun que nous partageons avec le chimpanzé.  Au cours de leur évolution, les chimpanzés ne sont pas devenus des hommes ; quant aux hommes, il n'est pas certain qu'ils soient devenus humains. »
  En ce sens, ces chercheurs affirment que l'être humain est loin d'être une notion qui va de soi et qu'il faut parvenir à distinguer l'espèce de l'idéal afin de saisir le propre de notre espèce.

Sous cet angle d'analyse, l'être humain devient une création dans l'esprit de notre espèce. Le paléoanthropologue Pascal Picq pose ainsi la question : 
«  Le propre de l'humain n'est-il pas justement de se poser cette question : « Qu'est ce que l'humain ? » Et est-ce ce sens propre à notre espèce Homo sapiens ? Dans ce cas, les autres hommes, dits préhistoriques, étaient-ils des humains ? »
 Pour résumer, selon cette approche, la culture humaine, comprenant l'histoire, la connaissance humaine et le fait « humain » constituent la création de ce qui ressemble au propre de notre espèce.
En opposition à cette approche se pose celle d'Edward Osborne Wilson et son approche sociobiologique qui sous-tend que la culture modifie la génétique et que les facteurs explicatifs des comportements et de la spécificité humaine sont d'ordre purement biologique. L'enjeu autour de la question demeure important et ladite réponse, non résolue, malgré les ressources de l'espèce.
L'espèce humaine est devenue une espèce solitaire. (Cours de J.J. Hublin au collège de Fr.). Si l'on admet que l'altérité est une nécessité adaptative (par hybridation), on remarque le phénomène de bifurcations culturelles apparait simultanément avec la disparition de la pluralité d'espèces permettant l'hybridation.
Les capacités adaptatives des interactions de nombreuses espèces sociales envers l'environnement sont très importantes. Pourtant elles conservent toutes une rigidité comportementale stricte entre individus. Nous sommes la seule espèce à avoir développé un certain jeu (je) dans cette rigidité. Lévi Strauss montre comment une faible modification comportementale d' un groupe (par ex la polygamie des chefs) peut induire, par itération, des dérives structurelles fortes et, au-delà, amorcer une bifurcation culturelle.

#### Résumé sur le propre de l'être humain
En fin de compte, la question « quel est le propre de l'être humain ? » relève sans doute d'abord de la biologie et de la philosophie. C'est aussi une question posée en science, comme c'est le cas en paléoanthropologie et en sociobiologie.

Du point de vue de la biologie, cette question peut sembler peu pertinente pour les chercheurs et les éducateurs en sciences humaines. La paléoanthropologie apporte une réponse intéressante à la question, tout en se concentrant sur les aspects biologiques d'Homo sapiens. Une citation de Pascal Picq résume cette position scientifique : 
«  L'humain est bien une invention des hommes, qui repose sur notre héritage historique partagé, mais n'est pas une évidence pour autant. Homo sapiens n'est pas humain de fait. »
Pour la philosophie et la religion les débats abstraits se poursuivent encore actuellement autour de la question de l'essence de la « nature humaine ».
La philosophe française Élisabeth de Fontenay, dans Le Silence des bêtes, la philosophie à l'épreuve de l'animalité, considère que toute définition d'un « propre de l'homme » ou d'une « nature ou essence humaine », est dangereuse (et d'origine uniquement européenne), excluant ceux qui ne correspondent pas à cette définition à être relégué à une moindre humanité, les rapprochant du sort — souvent peu enviable — de l'« animal », terme trop général pour être valable d'une point de vue philosophique.
Autre approche pour « le Propre de l'Homme » : l'espèce humaine est la seule à ne plus avoir d'altérité spécifique (cette altérité est nécessaire à la survie d'une espèce en matière d'adaptabilité/hybridation ). Toutes les espèces sociales ont une rigidité comportementale trans-historique intra-spécifique stricte, alors qu'elles sont extrêmement malléables en termes de comportemental avec l'environnement. Seule l'espèce humaine a un certain jeu (JE) dans les chaînes de cette rigidité comportementale. Mon hypothèse est que ce « jeu » latent mais imperceptible chez les autres espèces s'est accru du fait du manque d'altérité spécifique (pas d'espèces voisines). Cette altérité comportementale (comme la polygamie des chefs citée par Lévi Strauss) induit par itération, une altérité culturelle qui peut se substituer à l'altérité spécifique (KERCOZ).

### Approche de l'évolution culturelle: apprentissage social et mimétisme
Kevin Laland, biologiste évolutionniste de l'université de St. Andrews (Royaume-Uni), intéressé par l'évolution de la culture humaine, avec l'aide de ses collègues a examiné l'importance relative de l'apprentissage social et de l'acquisition de comportements à partir de l'observation des autres comparativement à l'innovation individuelle.
Le constat tiré de ses expériences est que la stratégie gagnante est l'imitation plutôt que l'innovation. Ainsi, une implication globale de ce résultat concernant l'évolution culturelle de l'espèce humaine est que notre succès évolutif pourrait résider dans la capacité de créer des réseaux sociaux et de savoir qui, quoi et quand copier,.

## L'unité de l'humanité

### En philosophie

#### Antiquité
L'idée d'une unité de l'humanité est apparue dans les temps les plus anciens, avec beaucoup d'exceptions comme les esclaves, les barbares, les femmes, les autres...
En Chine, Confucius (551-479 av. J.-C.), contemporain des présocratiques, proposa, dans le climat de décadence du pouvoir central de cette époque, un idéal éthique de l'homme où la vertu est centrale, ainsi qu'un idéal politique (les Entretiens).
Le ren ou jen est la vertu d'« humanité », de dignité de l'homme, sens de l'humain et de la sagesse. La Voie Dao (ou Tao) est, à côté du ren, le chemin des anciens. Mais cette « humanité » acquise par l'homme n'est pas celle de l'homme du commun, ordinaire, sans pouvoir ou sans sagesse, homme ordinaire semblable aux autres animaux, mis sur le même plan dans l'échelle du Créé.

#### Moyen Âge
Il faut noter au Moyen Âge l'intégration des concepts de métaphysique en occident (Thomas d'Aquin), à partir des échanges qui eurent lieu avec le monde arabe. Cette possibilité a résulté d'une similitude d'approche entre les grandes religions sur des concepts fondamentaux de la philosophie antique, celle-ci étant représentée principalement par Aristote sur les questions métaphysiques : substance, être, essence, existence.

#### Lumières
Cette notion de destin collectif a été développée au XVIIIe siècle par les philosophes, à travers les notions de droit naturel.

#### XIXesiècle
L'idée de destin collectif est contestée au XIXe siècle par Arthur Schopenhauer et Friedrich Nietzsche.
Auguste Comte reprit l'idée d'humanité à travers ce qu'il appela le Grand-Être et la religion de l'Humanité (voir Positivisme religieux) : cette idéologie proposait en réalité une religion sans Dieu. Elle fut rapidement déformée par certains de ses successeurs. Par exemple, Charles Maurras s'inspira de la synthèse subjective d'Auguste Comte (1854), et réduisit le Grand-Être à la nation. Il introduisit les formes modernes de nationalisme en France, et inspira de nombreux mouvements politiques, quelquefois extrémistes.

#### XXesiècle
Henri de Lubac critiqua les humanismes athées du XIXe siècle (outre Auguste Comte, Feuerbach, Marx et Nietzsche).
Les progrès techniques vont provoquer des changements imprévisibles dans la définition de ce qu'est l'« être humain », notamment des actions sur la génétique et des cyborgs. Par exemple, l'écrivain de science-fiction Isaac Asimov a énoncé les trois lois de la robotique pour encadrer les pouvoirs délégués aux robots, et s'est interrogé dans plusieurs de ses romans sur ce qui ferait d'un robot un membre de l'humanité.
Certains courants philosophiques modernes ont nié l'existence d'une nature humaine. C'est le cas, par exemple, du marxisme pour lequel la nature se réduit à « l'ensemble des rapports sociaux » (Karl Marx). Dans une même perspective, pour l'existentialisme français, « l'existence précède l'essence » (Jean-Paul Sartre), de sorte que, au sens strict, la nature humaine n'existe pas. Plusieurs autres philosophes contemporains continuent de tenter de définir la nature humaine.
La notion d'humanité a donné la notion de solidarité étendue à toute l'espèce, souvent résumée par le mot « humanitaire ».
L'humanité est donc l'ensemble des êtres humains, quelles que soient leurs différences, qu'elles soient culturelles, ethniques, religieuses, philosophiques, sexuelles, géographiques ou autres.

### En religion

#### Dans lechristianisme
(septembre 2019).
L'unité de l'humanité revêt deux formes :

##### Unité de la nature humaine
Au niveau de chaque individu, le corps, l'esprit, et l'âme forment une seule nature, la nature humaine.
Saint Paul affirme en effet :
« Que le Dieu de paix lui-même vous sanctifie tout entier, et que tout ce qui est en vous, l'esprit, l'âme et le corps, se conserve sans reproche jusqu'au jour de l'avènement de notre Seigneur Jésus-Christ ! ».
L'Église catholique romaine l'exprime de la façon suivante :
« L'unité de l'âme et du corps est si profonde que l'on doit considérer l'âme comme la forme du corps ; c'est-à-dire, c'est grâce à l'âme spirituelle que le corps constitué de matière est un corps humain et vivant ; l'esprit et la matière, dans l'homme, ne sont pas deux natures unies, mais leur union forme une unique nature ».

##### Unité de la Création
D'autre part, l'humanité est incluse, avec tous les êtres vivants, dans l'unité de la Création qui a aussi une unité d'esprit, à travers l'Esprit Saint. La prière eucharistique IV mentionne ainsi l'expression de « Création tout entière » :
« À nous qui sommes tes enfants, accorde, Père très bon, l’héritage de la vie éternelle auprès de la Vierge Marie, la bienheureuse Mère de Dieu, auprès des Apôtres et de tous les saints, dans ton royaume, où nous pourrons, avec la création tout entière enfin libérée du péché et de la mort, te glorifier par le Christ, notre Seigneur, par qui tu donnes au monde toute grâce et tout bien ».
Saint Paul affirme aussi le destin commun des êtres en disant que le dessein de Dieu est de « ramener toutes choses sous un seul Chef, le Christ, les êtres célestes comme les terrestres ».

#### Dans l'islam
Dans l'islam, comme dans le christianisme, l'humanité descend d'Adam et de sa femme (dans la tradition islamique appelée Ḥawwāh) qui apparaissent dans le Coran comme le premier homme et la première femme.
L'humanité est vue comme une seule famille, et sa diversité en fait une occasion de s'enrichir mutuellement:

« Loin d’être une malédiction la dissemblance est au contraire posée comme une miséricorde divine et que le Coran affirme en éclairant sa finalité : « Ô hommes ! Nous vous avons crées d’un mâle et d’une femelle, et nous avons fait de vous des nations et des tribus, pour que vous vous connaissiez mutuellement». La pluralité des sociétés humaines a donc pour objectif de susciter une dynamique de l’interconnaissance. »

## Droit

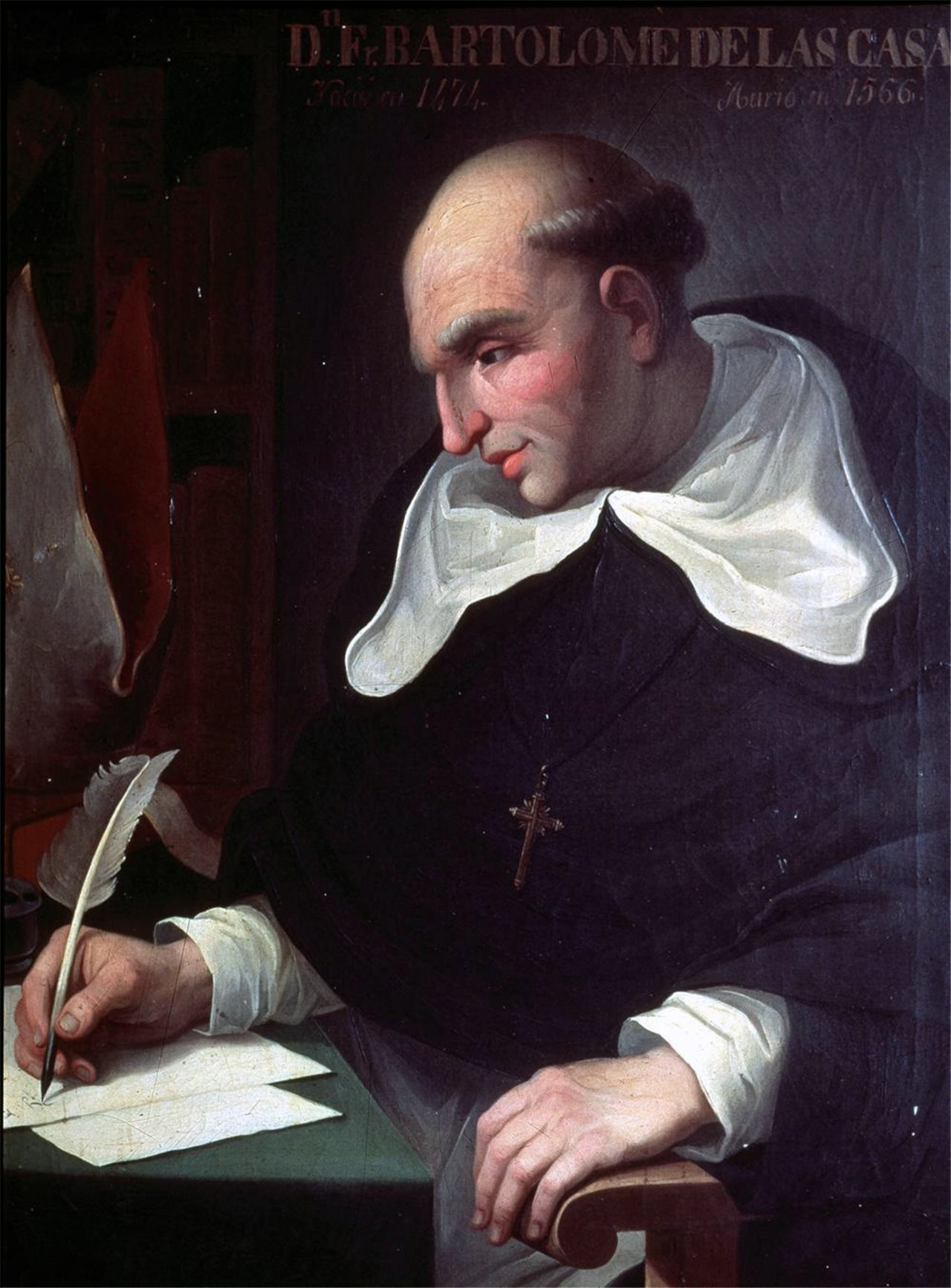
Bartolomé de Las Casas, un des premiers défenseurs des droits de l'Homme.

### En droit international
Le 30 mars 2006 s’est tenu à l’UNESCO (Organisation des Nations unies pour l'éducation, la science et la culture) un colloque ayant pour thème « L’espèce humaine peut-elle se domestiquer elle-même ? ». Le directeur général de l’UNESCO, monsieur Matsuura, avait alors exposé les deux enjeux de cette question : l’enjeu scientifique, mais également l’enjeu éthique, et exposa ainsi la problématique : « Pour la première fois de son histoire, l’humanité va donc devoir prendre des décisions politiques, de nature normative et législative, au sujet de notre espèce et de son avenir. Elle ne pourra le faire sans élaborer les principes d’une éthique, qui doit devenir l’affaire de tous. Car les sciences et les techniques ne sont pas par elles-mêmes porteuses de solutions aux questions qu’elles suscitent. Face aux dérives éventuelles d’une pseudoscience, nous devons réaffirmer le principe de dignité humaine. Il nous permet de poser l’exigence de non-instrumentalisation de l’être humain ». L’espèce humaine ainsi appréhendée dans sa vulnérabilité génétique pose la question de son statut juridique : est-elle un sujet de droit ? Est-elle protégée en elle-même ? Comment est-elle protégée ?
Paradoxalement, alors que les conférences insistent de plus en plus sur l’espèce humaine et sur son devenir, les textes internationaux ne protègent pas pour le moment l’espèce humaine par un dispositif qui lui serait expressément rattaché.
Les quelques rares textes qui font mention de l’espèce humaine le font dans leur préambule, au titre de fondement général aux dispositions du corps du texte, qui ne vise donc pas directement à protéger l’espèce humaine elle-même ; ainsi peut-on lire dans le préambule de la Déclaration sur la race et les préjugés raciaux adoptée par acclamation le 27 novembre 1978 à la vingtième session de la conférence générale de l’UNESCO à Paris pour fonder la non-hiérarchisation de ses membres : alinéa 5 : « Persuadée que l’unité intrinsèque de l’espèce humaine et, par conséquent, l’égalité foncière de tous les êtres humains et de tous les peuples, reconnue par les expressions les plus élevées de la philosophie, de la morale et de la religion, reflète un idéal vers lequel convergent aujourd’hui l’éthique et la science, ». Il ne faut ici pas confondre la protection de l’espèce humaine en tant que telle, et l’interdiction de la hiérarchisation de ses membres qui est précisément l’objet des dispositions de la Déclaration.
La Convention d'Oviedo (Convention pour la protection des Droits de l’homme et de la dignité de l’être humain à l’égard des applications de la biologie et de la médecine), convention sur les Droits de l’homme et la biomédecine élaborée au sein du Conseil de l’Europe du 4 avril 1997, fait également référence à l’espèce humaine dans l’alinéa 10 de son préambule : « Convaincus de la nécessité de respecter l’être humain à la fois comme individu et dans son appartenance à l’espèce humaine et reconnaissant l’importance d’assurer sa dignité […] ». L’espèce humaine est de premier abord présentée de nouveau comme attribut d’un sujet de droit pour fonder la protection de celui-ci ; toutefois, la problématique du directeur général de l’UNESCO trouve dans le corps de la convention une résonance au sein de l’article 13 de la convention, intitulé « Interventions sur le génome humain » situé sous le Chapitre IV relatif au « Génome humain ». En effet, cet article énonce qu’ « Une intervention ayant pour objet de modifier le génome humain ne peut être entreprise que pour des raisons préventives, diagnostiques ou thérapeutiques et seulement si elle n’a pas pour but d’introduire une modification dans le génome de la descendance. » Ce texte se préoccupe explicitement, non pas seulement de la définition génétique de l’individu lui-même, mais également de sa descendance à travers son patrimoine génétique, et, par là même, de l’espèce. La protection ainsi élaborée n’est cependant pas absolue. En effet, le texte ne retient la modification du génome de la descendance comme illicite que dans la mesure où cette modification n’est pas le but poursuivi ; a contrario, si le génome de la descendance n’est pas la motivation directe de la modification du génome, cette modification est licite dans les cas gouvernés par « des raisons préventives, diagnostiques ou thérapeutiques » relatives à la personne subissant l’intervention.
La procédure se décompose traditionnellement en une signature par un plénipotentiaire (chef d’État, ministre des Affaires étrangères…) et une ratification, qui consiste en une confirmation de cette signature, par l’organe compétent propre à chaque État, qui lie ainsi, de façon effective, l’État au traité. Ainsi, une convention internationale n’a théoriquement valeur de droit positif que si, après avoir été signée, elle a été ratifiée (en droit français, la ratification est le fait du président de la République, conformément à l’article 52 de la Constitution, après autorisation du Parlement selon les cas énumérés à l’article 53 de la Constitution). La portée de cette protection est donc très relative.
La valeur juridique de ces traités dépend de la compréhension propre à chaque système juridique de ce qui constitue une atteinte à l’espèce humaine. La France a adopté récemment une des premières législations spécifiques visant explicitement à protéger l’espèce humaine.

### En droit français
La loi du 29 juillet 1994 relative au corps humain (une des lois dites bioéthiques) a introduit, dans le droit français, la disposition selon laquelle « Nul ne peut porter atteinte à l’intégrité de l’espèce humaine » (article 16-4 1er alinéa Code civil français). Cette disposition figure parmi les principes généraux devant gouverner les recherches scientifiques et les pratiques médicales (articles 16 à 16-9 c.civ.). D’importants débats existent sur la portée et la signification pratique à donner à cette interdiction : en effet, les alinéas subséquents de l’article 16-4 énoncent les interdictions de l’eugénisme, du clonage reproductif (cette interdiction a été introduite par la loi bioéthique du 7 août 2004), et de la modification des « caractères génétiques dans le but de modifier la descendance de la personne ». Ainsi, le premier alinéa doit-il être interprété indépendamment des autres, ce qui reviendrait à distinguer l’interdiction de porter atteinte à l’intégrité de l’espèce humaine, l’interdiction des pratiques eugéniques et l’interdiction du clonage, auquel cas le premier alinéa demeure énigmatique ? Ou ce premier alinéa doit-il être interprété à la lumière des alinéas subséquents, auquel cas l’intégrité de l’espèce humaine serait atteinte par la réalisation d’actes d’eugénisme ou de clonage ?
Une réponse semble pouvoir exceptionnellement être recherchée dans la traduction pénale de ces interdictions : en effet, ce sont les mêmes textes qui figurent dans le Code civil français et dans le Code pénal, textes qui ont été, de surcroît, introduits par les mêmes lois. Protégée pénalement depuis 1994 à l’article 511-1 du Code pénal, dans le livre qui protégeait les animaux des sévices graves (le Livre V du Code pénal), l’espèce humaine a reçu par la loi bioéthique du 7 août 2004 une protection renforcée, les dispositions la protégeant ayant été déplacées en partie dans le livre II, lui faisant partager à présent l’intitulé du Titre I qui réprimait les crimes contre l'humanité, soit : « Des crimes contre l’humanité et contre l’espèce humaine », et lui consacrant le sous-titre II intitulé « Des crimes contre l’espèce humaine » regroupant les articles 214-1 et suivant.
L’enjeu de ces dispositions est de préserver les spécificités biologiques de l’espèce humaine que sont toutes ses caractéristiques génétiques : 
- par la répression des « pratiques eugéniques tendant à l’organisation de la sélection des personnes » (article 214-1 Code Pénal). De plus le Conseil d’État, dans son rapport du 25 novembre 1999 Lois bioéthiques : cinq ans après, précisa qu’il fallait entendre dans cette définition le caractère systématique de la sélection afin de ne pas assimiler les pratiques de procréation médicalement assistée aux pratiques eugéniques : leur caractère non systématique est apprécié par l’exigence de « choix propres [, par nature contingent], à des couples confrontés à l’annonce d’une maladie d’une particulière gravité ». La pertinence de ce critère est critiquée par la doctrine qui propose comme autre critère de distinction : le cadre thérapeutique ; ou encore, sur la distinction kantienne selon laquelle il faut considérer l’homme non comme un moyen mais comme une fin, distinguer la sélection motivée par le sentiment d’empathie envers l’être à naître atteint d’une « maladie d’une particulière gravité reconnue comme incurable au moment du diagnostic » (articles 2131-1, 2131-4, 2131-4-1, 2141-2 Code de la Santé publique), de la sélection motivée par un sentiment utilitariste de cet être perçu comme devant permettre l’amélioration de l’espèce humaine ;
- par la répression du clonage reproductif (article 214-2 Code pénal), comme portant atteinte au caractère sexué de la reproduction humaine (consistant en la rencontre de gamètes de patrimoine génétique différent), et portant atteinte, à grande échelle, à la diversité biologique de l'espèce humaine (qui est un de ses facteurs d'adaptation). Le clonage thérapeutique, consistant en la création d'un embryon humain à partir de cellules d’une personne malade, destiné à fournir des cellules souches prélevées puis cultivées pour fournir un tissu ou un organe génétiquement compatible avec le patient, ou implantées dans le corps de celui-ci pour que son organisme reconstitue des cellules défaillantes, n'est pas réprimé au titre de la protection de l'espèce humaine, mais au titre de la protection de l'embryon dans le Livre V du Code pénal (art. 511-17 et 511-18 Code pénal). Par ailleurs l'infraction de clonage thérapeutique est un délit (puni d'un maximum de 7 ans d’emprisonnement et 100 000 € d’amende), alors que l'infraction de clonage reproductif est un crime (puni, tout comme le crime d'eugénisme, d’un maximum de 30 ans de réclusion criminelle et de 7 500 000 € d'amende). Cette différence de traitement est toutefois elle aussi critiquée dans la mesure où d’un point de vue anthropologique, toujours selon la distinction kantienne, le clonage thérapeutique déclasse la perception de la vie humaine au rang de médicament (à ne pas confondre avec le bébé-médicament qui consiste, pour un couple ayant un enfant malade et désirant avoir un deuxième enfant, à saisir l'opportunité que peut offrir la compatibilité génétique des cellules du petit frère pour sauver l'aîné, par le prélèvement de cellules sur le cordon ombilical, le don de sang ou encore de moelle épinière, ce qui n'entrave nullement l'accès sain à la vie de cet enfant), donc de moyen, ce qui peut apparaître au moins aussi grave que le clonage reproductif[55] ; toutefois, d'autres auteurs justifient cette différence par le caractère d’utilité publique, d'intérêt général (pour les personnes nées atteintes aujourd'hui et demain d'une maladie grave et incurable), que peut revêtir la motivation de procéder à de telles recherches, contre le clonage reproductif motivé par le seul intérêt égoïste des couples d'avoir un enfant[56].

Les crimes contre l’espèce humaine peuvent être considérés comme le deuxième ensemble d’infractions les plus graves du système juridique français, après les crimes contre l'humanité, apparaissant en deuxième position (après les crimes précités) dans l’énonciation des infractions dans le Code pénal, et l’action publique se prescrivant, par exception au droit commun (10 ans pour les crimes), par un délai de 30 ans (ce délai ne commençant par ailleurs à courir qu’à la majorité de l’enfant qui serait né du clonage), l’action publique relative aux crimes contre l’humanité étant, quant à elle, imprescriptible. On peut, par ailleurs, voir dans les crimes contre l’espèce humaine le complément de la protection de l’homme initié par les crimes contre l’humanité, ces derniers protégeant l’homme dans sa dimension métaphysique : le respect de son humanité et de sa dignité, et les crimes contre l’espèce humaine protégeant l’homme dans sa dimension matérielle : sa définition génétique et sa spécificité biologique.

## L'être humain et son environnement
Dans plusieurs traditions philosophiques et religieuses, il existe une forme de domination de l'être humain sur les autres êtres vivants. Cette forme de domination semble avoir été accentuée et récupérée par des cultures humaines vers le XVIIe siècle, lorsque, par exemple, Descartes affirme, dans la sixième partie du Discours de la méthode :
« [...] au lieu de cette philosophie spéculative qu'on enseigne dans les écoles, on en peut trouver une pratique, par laquelle, connoissant la force et les actions du feu, de l'eau, de l'air, des astres, des cieux, et de tous les autres corps qui nous environnent, aussi distinctement que nous connoissons les divers métiers de nos artisans, nous les pourrions employer en même façon à tous les usages auxquels ils sont propres, et ainsi nous rendre comme maîtres et possesseurs de la nature ».
L'idée de domination est remplacée par Descartes par celle de « maîtrise » et de « possession ».
Pour les biologistes contemporains, l'être humain est un primate. Pour les écologistes et les anthropologues, l'être humain contemporain moderne entretient une culture qui modifie consciemment le biotope terrestre à une vitesse qui n'a jamais été atteinte par d'autres êtres vivants. Cependant, l'importance de cette modification est aujourd'hui encore bien loin derrière les effets d'autres êtres vivants, par exemple les bactéries et les plantes qui ont modifié la composition de notre atmosphère. De ce point de vue, l'être humain est un animal en rupture culturelle avec son environnement naturel. La quasi-totalité des réactions des humains civilisés est liée à des peurs et des désirs qui influent sur son jugement et son comportement de façon non maîtrisée, voire inconsciente pour certains. Cette orientation culturelle, d'une vision historique a marqué la pensée sociale et peut se retrouver sous la forme de dictons tel que celui prononcé par Thomas Hobbes : « L'homme est un loup pour l'homme ». Parallèlement à ces visions anthropomorphiques de supériorité, à la domination culturelle humaine exercée sur la biosphère et à la l'influence de certains individus de l'espèce humaine sur d'autres, existaient, existent et existeront des idéologies pratiques d'interrelation et d'interdépendance avec ce qui nous entoure, nous supporte et nous réconforte, la nature.

### Vision d'interdépendance
Des modes de pensée concevant l'être humain comme étant lié à son environnement existent depuis des millénaires ; l'idée selon laquelle l'être humain est perçu plutôt comme étant ce qu'il est parce que les autres sont ce qu'ils sont, existait et existe en même temps que la vision de supériorité mais pas dans les mêmes cultures.
Cette vision d'interdépendance s'exprime encore clairement actuellement chez plusieurs peuples aborigènes ou amérindiens. Par exemple, chez les Inuits la terminologie pour décrire notre espèce signifie littéralement « gens ». Ce concept pluriel se distingue de celui d'«être humain» qui est plutôt singulier. Il en va de même pour la philosophie de l'Ubuntu qui ne peut concevoir sa propre existence qu'en relation avec celle des autres et de celle du Temps du rêve. Ces peuples vont se concevoir comme de simples intervenants parmi d'autres dans le fonctionnement du monde. Chaque autre élément, qu'il soit végétal, minéral ou animal, a son importance et a droit d'existence et au respect. Ce respect peut parfois s'illustrer par la croyance en l'incarnation d'un esprit ou d'un dieu incarnant ces différents éléments.
Le type de vision d'interdépendance des êtres humains entre eux et avec leur environnement a pris son importance dans les sociétés individualistes depuis les années 1980 avec la montée des discours, des idées écologistes et des connaissances. Plusieurs autres facteurs ont aussi favorisé l'émergence de ce type de discours qui peut aussi s'apercevoir dans les idées actuelles de partage de savoirs pour le bien de tous.
Cette conception de l'interdépendance existe également en science, dans les traditions philosophiques et religieuses, notamment la tradition judéo-chrétienne qui conçoit la Création comme un tout.